# Ramón Ibarra (automovilista)
Ramón Ibarra Palomino (Santiago; 6 de agosto de 1971) es un piloto de automovilismo chileno. Durante su carrera ha destacado tanto en competiciones de rally como en pista, siendo campeón nacional del Rally Mobil y de la Fórmula 3 Chilena, principales categorías chilenas de rally y pista, respectivamente.

## Trayectoria
Su familia siempre ha estado ligada al deporte tuerca nacional, especialmente en el Turismo Carretera. Ramón en sus inicios, participó activamente en las competencias de bicicrós, donde fue campeón en varias oportunidades. Su debut en autos de fórmula fue el 14 de mayo de 1989 corriendo en la Fórmula Cuatro Promocional bajo la escudería Olio Fiat, al final de la temporada obtiene dos segundos lugares, un tercero, un quinto y tres sextos, que lo hacen quedar en el sexto lugar de la clasificación general con 21 puntos, la temporada 1990 es sin duda una de las mejores en lo que respecta a su carrera automovilística, corriendo bajo la escudería Covial, obtiene el título de campeón de manera invicta al ganar las 8 primeras fechas del campeonato, marca no lograda por ningún piloto a la fecha corriendo en autos de fórmula, y el 14 de octubre de ese mismo año, debuta en la Fórmula Tres donde obtiene el cuarto lugar de esa misma carrera y un tercero en la 12.ª fecha, que lo hacen quedar en undécima posición con un total de 7 puntos.
En 1991 firma con una de las empresas patrocinadoras que lo caracterizaría por el resto de las temporadas que corrió en la Fórmula Tres Chilena, Lubricantes Valvoline, donde corre bajo la escudería Valvoline - Covial - Akai, en esa temporada consigue el noveno lugar de la clasificación general al obtener un tercer lugar, un cuarto y dos quintos que lo hacen quedar con 11 puntos.
En 1992 consigue su primer triunfo en la categoría al ganar la segunda fecha de ese año, corriendo bajo la escudería Valvoline - Covial - Maco - Andes Sam y su auto equipado con un motor Volkswagen, obtiene dos primeros lugares, un segundo, un tercero, dos cuartos y dos pole positions que lo hacen quedar con un total de 36 puntos y ubicado en el quinto lugar de la clasificación general.
En 1993 va aún mejorando su nivel conductivo, corriendo bajo la escudería Valvoline - Mecánica Popular - Andes Sam. se queda con el tercer lugar de la clasificación general con 48 puntos al obtener cuatro primeros lugares (dos de ellos ganados a muy pocas vueltas de terminar) un tercero, un cuarto y un quinto. También esa temporada participa en la Monomarca Citroën AX donde su mejor ubicación fue un tercer lugar en la primera fecha. 
1994 es sin duda su mejor año, obteniendo su primer título de campeón con dos fechas de anticipación, donde obtiene 7 triunfos (empatando con Giuseppe Bacigalupo en número de triunfos en una temporada), dos segundos lugares, un quinto y un sexto, en total hizo 84 puntos, además incursiona en algunas fechas de la Fórmula Tres Sudamericana en el equipo INI competición.
La temporada 1995 también participa en la Fórmula 3 Chilena como en la Fórmula 3 Sudamericana, en el ámbito chileno, corre 6 fechas de 8, obteniendo 4 triunfos y ganando el título de campeón sin correr la última fecha que era la fecha definitoria.
En 1996 solo se dedica al ámbito nacional y obtiene el tricampeonato ganando 5 fechas de 10, en esta ocasión tuvo como más empecinado rival al argentino José Porcelli, con quien definió el campeonato hasta la última fecha al igual que en 1997 donde obtiene su cuarto título de la máxima categoría de monoplazas de Chile, a dos fechas de terminar la temporada.
Tiene cuatro títulos de Fórmula 3, récord superado solo por Giuseppe Bacigalupo, además participó en la Fórmula 3 Sudamericana, en donde logró el título de clase B en 1998. Desde el año 2000 participa en el Rally Mobil, siendo campeón en cuatro oportunidades de la categoría N-3.

### Principales logros
- 1982: Campeón nacional de bicicrós. Participó en el campeonato mundial realizado en Estados Unidos (10.º lugar categoría experto).
- 1983: Campeón nacional de bicicrós. Participa en el copa del mundo realizada en Holanda (14.º lugar categoría expertos 12 años).
- 1990: Campeón nacional de Fórmula 4 (Invicto) Escudería Covial.
- 1994: Campeón nacional de Fórmula 3 Escudería Valvoline - One Way Jeans & Jackets.
- 1995: Campeón nacional de Fórmula 3 Escudería Valvoline - Diario El Mercurio.
- 1996: Campeón nacional de Fórmula 3 Escudería Valvoline - Diario El Mercurio.
- 1997: Campeón nacional de Fórmula 3 Escudería Valvoline - Epson - Seguros La Interamericana.
- 1998: Campeón Fórmula 3 Sudamericana Light.
- 2003: Rally Mobil Campeón Rally Mobil categoría N3 Equipo Hyundai-Automotores Gildemeister.
- 2004: Subcampeón Rally Mobil categoría N3 Equipo Hyundai-Automotores Gildemeister.
- 2005: Campeón Rally Mobil categoría N3 Equipo Hyundai-Automotores Gildemeister.
- 2011: Campeón Rally Mobil categoría N3 Equipo Suzuki-Derco - Hankook - Majorette.[3]
- 2012: Campeón Rally Mobil categoría N3 Equipo Suzuki-Derco - Hankook - Majorette.[2]